# Ма Лінь (художник)
Ма Лінь (馬麟, дати народжені та смерті невідомі, XIII ст.) — китайський художник часів династії Південна Сун.

## Життєпис
Представник відомої династії художників Ма і старший син уславленого живописця епохи Південна Сун Ма Юаня. Продовжуючи сімейні традиції, вступив до Академії живопису (Хуаюань), де навчався у батька, і, будучи прийнятий потім в її штат, працював в період правління імператора Нін-цзуна (1195–1227).

## Творчість
Слава батька негативно позначилася на творчій долі цього художника: згідно з письмовими джерелами того часу, серед сучасників ходили вперті чутки, що багато його творів насправді створені Ма Юанем, який нібито підписував деякі зі своїх картин іменем сина в надії допомогти його кар'єрному зростанню. Подібні відомості спонукали наступних теоретиків живопису ставитися до спадщини Ма Ліня з недовірою. Сучасні мистецтвознавці теж відзначають наявність серед 40 з гаком приписуваних йому робіт дуже різних за художніми якостями творів — від майстерно виконаних композицій до відверто посередніх картин. Низка творів батька та сина Ма демонструє очевидну техніко—стилістичну близькість, розрізняючи лише в незначних деталях, наприклад, в графічних нюансах манери передачі дерев, предметів і фігур людей.
Тим не менш, слід визнати, що хоча б кілька робіт Ма Ліня володіють достатньою самобутністю, що дозволяє включити їх в список шедеврів епохи Південної Сун. До них належить, перш за все, сувій «Цзін тін сун фен ту» («Спокійно слухаючи звуки вітру серед сосен», інший варіант перекладу «У спокою слухаю, як співають сосни», 226, 6х110, 3 см, папір, туш, фарби. Національний палацовий музей, м. Тайбей), розробляючи характерний для творчості Ма Юаня і Ся Гуя сюжет «споглядання природи», але запропонований Ма Лінем в оригінальному трактуванні. Він відмовився від традиційної і дещо навмисної асиметрії художнього простору, зробивши смисловий і композиційною домінантою сувою зображення двох могутніх сосен на ближньому плані, які, завдяки величезним розмірам, мовби не вміщаються на картині і частково зрізані її краями. Показуючи, слідом за Ма Юанем, дерева химерної форми з розлогими, зігнутими гілками, Ма Лінь більше підкреслює міць стовбура, обігруючи контраст між ним і кроною. Фігура людини, що сидить на вигині старого дерева, теж дана в своєрідному ракурсі, відсутньому у Ма Юаня. Фоном ближніх зображень служать береги струмка, затягнуті серпанком, і ледь намічені гірські схили складають ефектний контраст ретельно прописаним соснам. В результаті художнику вдалося домогтися враження театральної декорації, яка передає прикмети якогось особливого, казкового місця. Ця картина дає початок традиції ідеалізованих пейзажів, прозваних «райськими куточками», що одержали розвиток у живопису династії Мін.
Інша безперечна робота Ма Ліня — альбомний аркуш «Гао ши люйхе ту» ("Високопоставлений чиновник з журавлем ", 21,5 х 22, 5 см, шовк, туш, фарби, Музей азійського мистецтва, м. Берлін) — багатьма деталями теж нагадує картини Ма Юаня на тему «споглядання природи». Але тут традиційний живописний сюжет пронизаний настроями даоських легенд, в яких журавель шанувався священним птахом, супутником або перевізником безсмертних, завдяки чому композиція так само, як і в попередній, перетворена на казковий пейзаж. Використане Ма Лінем поєднання образів сосни і журавля — символів безсмертя, стало згодом стандартним художнім прийомом для живописних композицій з приємним змістом і простонародних картин (нянь-хуа).
Абсолютно іншою манерою характеризується альбомний аркуш «Фан чунь юй чжай» («Пахнуща весна після дощу», 27,3 х41, 5 см, папір, туш, легка подцветка. Національний палацовий музей, м. Тайбей). Ця камерна пейзажна композиція складається з декількох зображень старих дерев з вигнутими, вузлуватими стовбурами і кострубатими гілками, що ростуть на кам'янистому березі річки. На задньому плані трохи намічені в серпанку гори, порослі лісом, при цьому, всупереч милостивої назви картини, вона сприймається відображенням зловісного, хаотичного світу, сповненого тривоги. У цій картині Ма Лінь зумів висловити почуття сум'яття і безвиході, що охопили китайське суспільство після перемог чжурчженів, що зайняли значну частину споконвічних територій Китаю.
Заслуговують на увагу і роботи Ма Ліня в жанрі «квіти і птахи» — хуа-няо (华 鸟, «живопис квітів і птахів», які, судячи по альбомному аркуші «Цзюй люй ту» («Мандаринова зелень», 23х23, 5 см, шовк, фарби, туш. Музей Гугун, Пекін), відзначені рідкісним майстерністю в передачі натури.
Ма Ліню належить також серія вертикальних поліхромних сувоїв з портретами легендарних правителів минулого: Фусі, Яо, Шуня, Юя, Чен-тана і У-вана. Незалежно від їх художніх достоїнств, ці картини цікаві, насамперед, тим, що в них відтворені образи перерахованих персонажів: досить сказати, що трактування образу Фусі, яка була надана Ма Лінем, з часом стала хрестоматійною для китайської культури.